# Cinclidotus acutifolius
Cinclidotus acutifolius là một loài rêu trong họ Cinclidotaceae. Loài này được Broth. mô tả khoa học đầu tiên năm 1899.